# Xã Cache, Quận Greene, Arkansas
Xã Cache (tiếng Anh: Cache Township) là một xã thuộc quận Greene, tiểu bang Arkansas, Hoa Kỳ. Năm 2010, dân số của xã này là 1.184 người.